# بنرالیزوماب
بنرالیزوماب (انگلیسی: Benralizumab) با نام تجاری Fasenra, نوعی آنتی‌بادی مونوکلونال است که برای درمان آسم تولید شده است. این دارو علیه گیرنده اینترلوکین 5 عمل می‌کند. بنرالیزوماب در سال 2016 تائیدیه سازمان غذا و داروی آمریکا را برای درمان آسم ائوزینوفیلی شدید دریافت کرد.